# Eito de Baixo
Eito de Baixo (Crioulo cabo-verdiano, ALUPEC: Eitu di Báxu, Crioulo de São Vicente: Eit' d' Baixo) é uma aldeia do município de Porto Novo na norte da ilha do Santo Antão, em Cabo Verde. Fica situada no vale da ribeira do Paul.

## Aldeias próximas
- Eito

| O ilha de Santo Antão |
| --- |
| Vilas e aldeias Alto Mira \| Chã das Furnas \| Chã da Igreja \| Coculi \| Corvo \| Cruzinha \| Curral da Russa \| Eito \| Eito de Baixo \| Espongeiro \| Fontainhas \| Formiguinhas \| Janela \| Lomba dos Pombas \| Lomba de Santo \| Lourenço \| Monte Trigo \| Paul \| Passo \| Pombas \| Ponta do Sol \| Porto Novo \| Ribeira Alta \| Ribeira da Cruz \| Ribeira das Bras \| Ribeira Grande \| Sinagoga \| Tarrafal de Monte Trigo |
| Municípios Paul \| Porto Novo \| Ribeira Grande |
| Cabo Verde \| Barlavento \| Santo Antão |